# Josefina de Lichtenberg
Josefina de Lichtenberg (nacida Josephine Bender), señora de Lichtenberg (en alemán, Josephine Bender o Josephine von Lichtenberg) (11 de agosto de 1857-27 de febrero de 1942) fue la esposa morganática del príncipe Guillermo de Hesse.

## Biografía

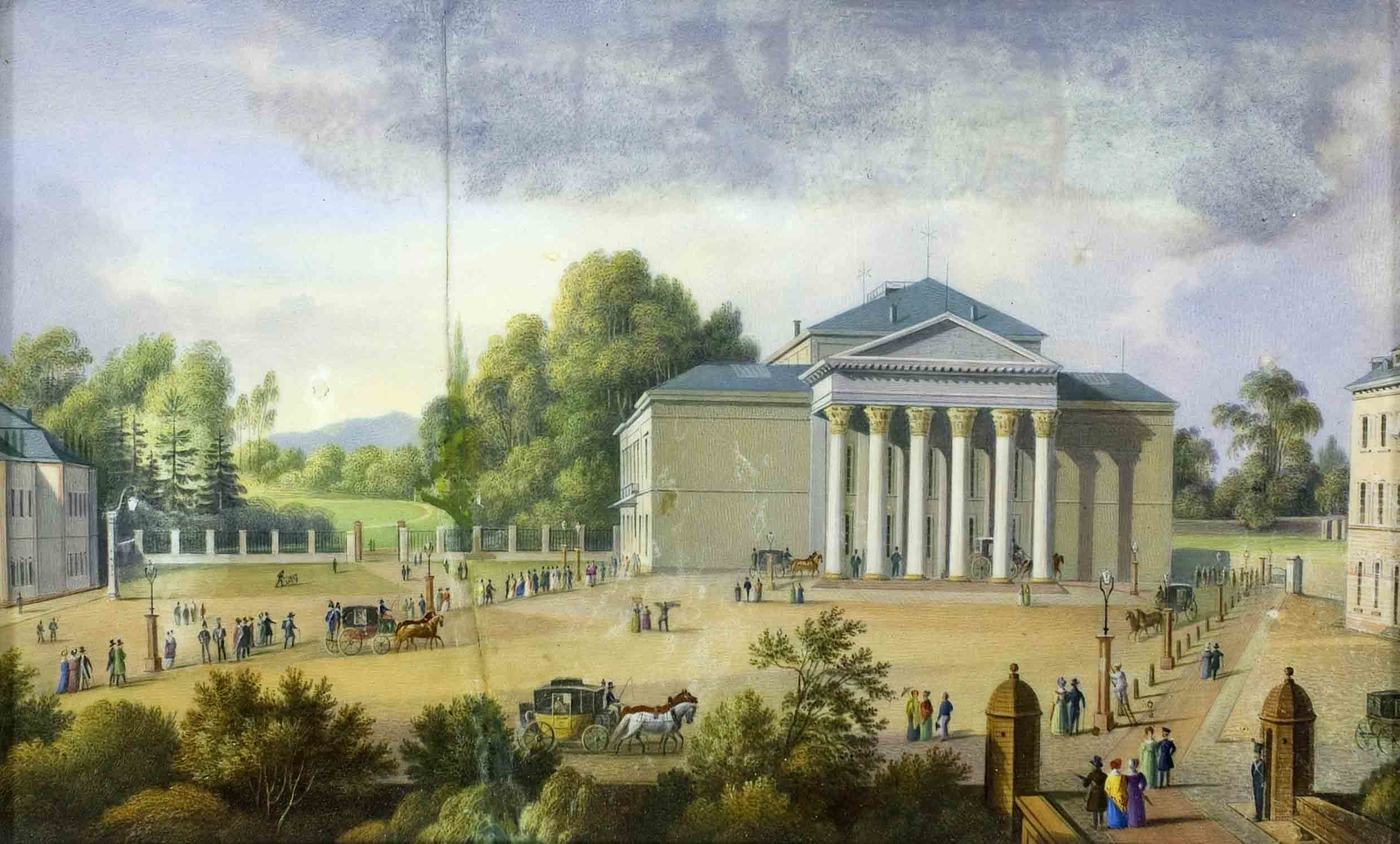
El teatro de corte (Hoftheater) de Darmstadt donde Josephine trabajó como bailarina en su juventud.

Fue hija de Philipp Bender y de Emilie Schott. Su padre era maquinista ferroviario. Josefine era bailarina en el teatro de corte (hoftheater) de Damstadt, capital del gran ducado de Hesse, cuando trabó relación con el príncipe Guillermo de Hesse. De esta relación tendrían un hijo, Gottfried (1878-1914) que desde el ennoblecimiento de su madre en 1884, sería conocido como Gottfried von Lichtenberg.
Años después del nacimiento de su hijo, Guillermo y Josefine decidieron contraer matrimonio morganático pidiendo permiso para ello a Luis IV, gran duque de Hesse; hermano de Guillermo. Este último autorizó el matrimonio que se produjo en la localidad francesa de Lorry, cercana a Metz; el 24 de febrero de 1884.
Por diploma de 15 de abril de 1884, Luis IV elevó a Josefine a la nobleza del gran ducado de Hesse con el título de señora de Lichtenberg (Frau von Lichtenberg), este nombre correspondía a un antiguo señorío integrado en el condado de Hanau que había finalizado en la casa de Hesse.
Josefine quedó viuda en 1900 y murió el 27 de febrero de 1942, 24 años después de la caída del Imperio alemán incluyendo el gran ducado de Hesse.

## Matrimonio y descendencia
De su matrimonio con Guillermo de Hesse, Josefine tendría un hijo:
- Gottfried von Lichtenberg (1877-1914) muerto en la localidad francesa de Esternay siendo oficial alemán en la Primera Guerra Mundial. Gottfried había casado en 1901 en Darmstadt con Elisabeth Müller (1880-1961), tuvieron un hijo: 
  - Gottfried von Lichtenberg (1902-1958), casado en 1942 en Charlottenburg con Traute-Irmgard Knispel (1921-), que tuvieron a Alexandra von Lichtenberg  (1946-) casada en 1971 con Reiner de Neufville.